# Археологія Запорізької області
Археологія Запорізької області вивчає стародавнє минуле Запорізької області методами археології.
Унікальною пам'яткою природи та археології Запорізької області є Кам'яна могила біля Мелітополю. Кам'яна могила є цінним джерелом вивчення культури Надозів'я з пізньої давньокам'яної доби до VIII—X сторіч по Р.Х. У 1954 році Кам'яна Могила стала заповідником НАНУ.

## Археологічні провінції області
За географічними, кліматичними та рослинними особливостями у Запорізькій області склалися провінції з різними археологічними та історичними відмінностями. Археологічні зони області є частиною більших географічно-історичних країв, що виходять за межі області.
- Північно-західний кут області відноситься до Надпоріжжя, де перед затопленням Дніпрових порогів, виявлено численні археологічні пам'ятки.
- Запоріжжя та східна частина Великого Лугу займає центральну та західну частини області. Тут рясніє знахідками царських скіфів.
- Північно-східна частина області відноситься до степового краю Посамар'я, де виявлені кочівницькі пам'ятки.
- Південь області відноситься до Надозів'я - степових, посушливих земель на північ від Озівського моря.

## Палеонтологія
У Запорізькій області траплялися видатні знахідки палеонтології. Так у 1940 році на березі Азовського моря знайдено кістяк південного слона, що знаходиться за межами України у Зоологічному музеї Зоологічного інституту РАН у Санкт-Петербурзі.

## Давньокам'яна доба
На південній околиці села Федорівки Запорізького району, в урочищі Круглик досліджено залишки одного з найдавніших в Україні стійбищ раннього палеоліту (300—100 тисяч років тому). Розкопана В. М. Даниленком.
Населення жило з мисливства та збірництва.
1930 Е.І. Федорович виявив в усті Маркусової (Кічкаської) балки на півночі сучасного Запоріжжя знаряддя давньокам'яної доби.

### Середня давньокам'яна доба
Мустьєрська культура (100—40 тисяч років тому) має пам'ятки у Надпоріжжі:
- недалеко від села Петро-Свистунового Вільнянського району, біля скелі Орла, виявлено давньокам'яну стоянку:
- стійбище біля Августинівки.

### Пізня давньокам'яна доба
Численні поселення мисливців на бізона, мамута та оленя у Надпоріжжі області з обох берегів Дніпрових порогів:
- Біля Петро-Свистуново відома Вовнізька група 7 поселень пізнього палеоліту 40—13 тисяч років тому — Балка Дубова, Кайстрова Балка, Осокорівка та інші); досліджені 1931 року Іваном Федоровичем Левицьким; виявлено наземні та земляночні житла зі складними вогнищами; частково колекція збереглася у Одеському археологічному музеї; Станіслав Васильйович Смирнов у праці "Палеолит Днепровского Надпорожья" 1973 року відзначив близькість поселень Кайстрової балки з епіпалеолітичними поселеннями Криму[1];
- у балці Канцерка біля Федорівки,
- Тавовжани-ІІ на острові Таволжаний,
- Вільнянка,
- села Підпорожнянське (тепер найпівнічніша місцевість Заводського району Запоріжжя).

## Середньокам'яна доба
Населення на додачу до полювання та збірництва займалося рибальством. Поширюється гарпун, лук та стріли з крем'яними наконечниками. З'являється одомашнений собака, свійська свиня та корова. Поселення середньокам'яної доби (10-8 тисяч років тому) виявлені переважно, там де й давньокам'яні у Надпоріжній частині області: у Канцерській балці північніше Федорівки; у балках Дубовій, Осокоровій та Кайстровій. Також поселення виявлене у села Терпіння Мелітопольського району.

### Рання середньокам'яна доба
За ранньої середньокам'яної доби у Запоріжжї, Надпоріжжя та Надозів'ї Запорізької області була поширена осокорівсько-рогалицька культура.Осокорівська культура сягала Нижнього Подніпров'я, а у Середньому Подніпров'ї доходила до Києва (Кирилівська стоянка). На сході вона доходила до південної Сіверськодонеччини, а на заході - до Побожжя. Культура утворилася на основі місцевої пізньо-давньокам'яної культури з долученням нових мікролітичних технологій з Балкан.
Найвизначною пам'яткою культури є Осокорівка - стоянка, що була виявлена у 1931 році на межі Запорізької та Дніпропетровської областей у Осокорівській балці, на лівобережжі північніше села Петро-Свистунове. На поселенні було розкопане 5 жител з вогнищами. Житла були розташовані колом. У житлах та навколо виявлено біля 8 тисяч крем'янів, включно з 158 знаряддями (скребки, гостряки, різці, мініатюрні встаки до стріл)

### Пізня середньокам'яна доба

#### Кукрецька культура
Дніпровський варіант кукрецької культури пізньої середньокам'яної доби займав середню Надніпрянщину. На основі цього варіанту склалася наступна новокам'яна сурсько-дніпровська культура.
Основними пам'ятками культури у Запорізькій області є Кам'яна Могила й поселення Кукрек біля неї, що дало назву культурі.

## Новокам'яна доба
Новокам'яна доба Запорізької області VI—IV тисячоріччя до Р.Х. характерна появою скотарства та простого, мотикового землеробства. Кінь ще не був присвійчуваний. Рибальство та полювання стали більш майстерними. У побуті, жінками виготовляється кераміка. Як вважається, саме за новокам'яної доби з'явився матріархат.
На берегах річок Дніпро, Берда та Молочна відомо близько 20 пам’яток новокам'яної доби. Найкраще досліджені з них могильники Вільнянський та Вовнизький поблизу Запоріжжя.
Унікальною пам’яткою новокам'яної доби є святилище — Кам’яна могила поблизу Мелітополя, в долині степової річки Молочної. Тут височить мальовничий бугор (площа близько 3 га) з пісковикових глиб, під навісами яких, на стелях гротів, вибиті зображення чаклуна, тварин — биків, коней та оленя, риболовні сіті, ступні ніг тощо.

### Сурсько-дніпровська культура
Основним зайняттям, особливо га останньому етапі Сурсько-дніпровська культура 6-4 тисячоріччі до Р.Х. була поширена на берегах та островах Надпоріжжя. Відомі пам'ятки у Запорізькій області:
- біля села Петро-Свистуново — урочища Харкова Скеля й Кишло;
- біля села Привільне - острова Похилий, Вовчок й Виноградний.

### Дніпро-донецька культура
Дніпро-донецька культура 5-4 тисячоріччі до Р.Х. виявлена у  Надпоріжжі. Поселення:
- у межах міста Запоріжжя;
- біля Привільного - балки Гадюча й Вовчок, урочище Собачки, Виноградний острів.

## Бронзова доба
Святилище Кам'яної могили продовжувало діяти протягом V—І тисячоріч до Р.Х., тобто і в добу бронзи. На той час південно-східні степи виявились густо заселеними.
На території області зберіглося понад сто пам’яток доби бронзи (III—І тисячоліття до Р.Х.). Найбільш відомі — залишки поселень в урочищах Середньому Стогу (поблизу Дніпрогесу), Дурній Скелі (біля шлюзу Дніпрогесу), поблизу міста Токмака, в районі Білозерського лиману, а також поховання, *виявлені поблизу сіл Троїцьке, Новопилипівка, Зарічне, Костянтинівка Мелітопольського району та міста Бердянськ. На околиці Запоріжжя знайдено форми для відливання бронзових речей доби пізньої бронзи.

## Залізна доба

### Скіфська доба
В VII сторіччя до Р.Х. на територію Північного Причорномор’я вдерлися скіфи.
Вони залишили після себе чимало курганних пам’яток. Найвизначнішими серед них є кургани Мелітопольський, Солоха та розкопаний у 1969 році курган Гайманова могила, що поблизу села Балок Василівського району. В них знайдено справжні шедеври мистецтва, зокрема срібну та золоту оковки сагайдака для стріл, золотий посуд, золотий гребінь, на яких зображено сцени битви кінних та піших воїнів, побутові епізоди з життя скіфів тощо. Зображення на вазі з Гайманової могили дають змогу по-новому висвітлити питання соціального устрою та етнографічних особливостей Скіфії у IV ст. до Р.Х.

#### Кам'янське городище
Збереглися залишки великого скіфського поселення на Дніпрі — Кам’янського городища (виникло наприкінці V ст. до Р.Х.). Воно було розташоване на лівому (східному) березі сучасного Каховського водоймища, а точніше — на дюнних пагорбах поблизу міста Кам’янки-Дніпровської та Великої Знам’янки, займало площу близько 1200 га. Городище мало укріплення, було основним ремісничим центром, який постачав залізні знаряддя праці та зброю скіфським степовим племенам. Виникнення цього городища свідчило про початок поступового переходу скіфського кочового населення до осілості.
Центральну, добре укріплену його частину, становило Знам’янське городище, яке, певно, правило за адміністративний центр Скіфії. Саме тут і розкопано знаменитий курган, що має назву Солоха.

### Сарматська доба
Протягом II ст. до Р.Х. нові кочівники — скотарі-сармати, зламавши опір скіфів, посіли панівне становище в степах Приазов’я і Північного Причорномор’я. Вони витіснили частину скіфів до Криму і на Дунай, решту підкорили. Сармати залишили після себе курганні поховання в Кизиярській балці поблизу Мелітополя, на території нинішніх сіл Новопилипівки, Долини, на лівобережжі Дніпра — в Новогригорівці, місті Кам’янці-Дніпровській.

### Черняхівська культура
Серед археологічних пам’яток Запорізької області є й такі, що належать стародавнім східнослов’янським племенам. Зокрема, є поселення і могильники черняхівської культури, які належали антам (II—VI ст. н. е.). Найбільш відомі з них могильники — біля села Привітного (Запорізький район), Кам’янського (Василів-ський район) та міста Кам’янки-Дніпровської.
З кінця IV ст. Р.Х. у степах Запорізької області уже кочували гуни,

### Раннє середньовіччя
У VI сторіччі гунів витіснили авари.
У VII сторіччя аварів відтиснив Хозарський каганат.
Після розгрому Хозарського каганату 966 року київським князем Святославом І Хоробрим найнебезпечнішими в степах стали печеніги, яких Візантійська імперія нерідко використовувала в боротьбі проти давньоруської держави.

## Пізнє середньовіччя

### Половецька доба
З середини XI сторіччя надозівські степи були захоплені половцями, і слов’яни почали називати їх «половецьким полем». У басейні річки Молочної виникли половецькі поселення — вежі. Про тривале перебування кочівників у запорізьких степах свідчать понад 50 кам’яних скульптур-баб, переважно в Мелітопольському, Приморському, Кам’янсько-Дніпровському і Токмацькому районах.
У першій половині XIII сторіччі, коли на Русь сунулась страшна небезпека зі сходу — монголо-татарська навала. Київський, галицький, волинський, чернігівський, путивльський, курський, трубчевський і смоленський князі об’єдналися з половцями та вирушили з своїми збройними загонами вглиб половецького степу проти монголо-татар. Збір військ та їх об’єднання відбулися в районі острова Хортиці. Проте у вирішальній битві на річці Калці 16 червня 1223 року монголо-татари, використавши неузгодженість дій руських князів, розбили війська руських й половців.

### Татаро-ногайська доба
Заволодівши на початку 1240-х років надозівськими землями, монголо-татари змітали з лиця землі цілі поселення, знищуючи місцеве населення або захоплюючи його в полон. Через це надозівські степи стали майже безлюдними.
З XV сторіччя джерелом незліченних бідувань народу стало Кримське ханство, що відокремилось від Золотої Орди. У степах півдня України господарювали ногайські орди, що чинили спустошливі набіги на міста і села, винищували і виганяли в рабство тисячі людей. Крим став одним з найбільших центрів торгівлі невільниками на Близькому Сході.